# Herzog von Zhou

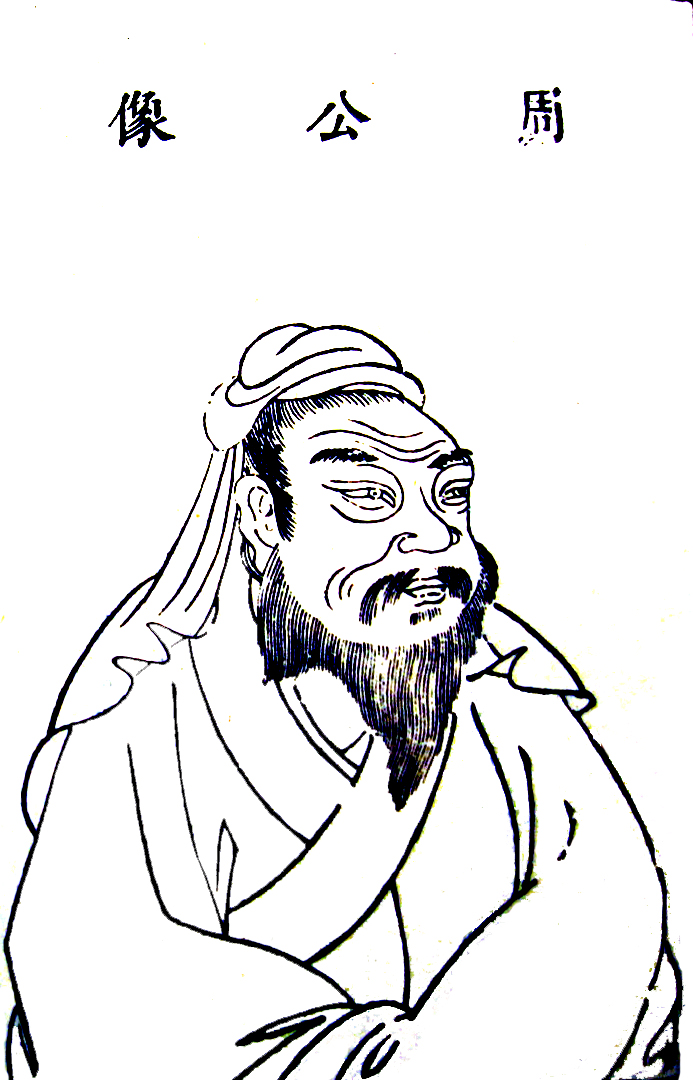
Darstellung von Zhōu Gōng Dàn aus dem frühen 17. Jahrhundert (Sancai Tuhui)

Der Herzog von Zhou (chinesisch 周公, Pinyin Zhōu gōng, englisch Duke of Zhou) bzw. Herzog Dan von Zhou (chinesisch 周公旦, Pinyin Zhōu gōng Dàn), auch Shu Dan (chinesisch 叔旦, Pinyin shū Dàn), war ein berühmter chinesischer Staatsmann zu Anfang der Zhou-Dynastie (11. Jahrhundert v. Chr.). Er war der Sohn von König Wen und der jüngere Bruder von König Wu.
König Wu verstarb nur drei Jahre, nachdem er die Shang-Dynastie bezwungen hatte, und hinterließ die Aufgabe der Konsolidierung der Macht der Dynastie dem Herzog von Zhou, der in einer Regentschaft regierte. Die Rebellion von Guanshu (管叔), Caishu (蔡叔) und Huoshu (霍叔), die mit Wu Geng (武庚) kollaborierten, schlug er nieder. Er kämpfte mit den Herrschern der östlichen Staaten, die sich mit den Überresten der Shang gegen Zhou vereinten. Der Osten wurde in fünf Jahren erobert.
Die Legende bringt ihn auch mit Werken über Riten und Musik in Zusammenhang.
In verschiedenen Kapiteln des Buches der Urkunden (Shangshu) sind seine Worte überliefert: 
- Die Große Ansprache (chinesisch 大誥, Pinyin Dà gào),
- Die Ernennung des (Prinzen von) Kang (chinesisch 康誥, Pinyin Kāng gào),
- Die zahlreichen Beamten (chinesisch 多士, Pinyin Duō shí),
- Behaglichkeit vermeiden (chinesisch 無逸, Pinyin Wú yí),
- Errichtung einer Regierung (chinesisch 立政, Pinyin Lí zhèng).

2004 berichteten chinesische Archäologen, sie hätten möglicherweise den Grabkomplex von Zhou Gong im Kreis Qishan, Provinz Shaanxi, entdeckt.